# Dayrell Oakley-Hill
Le colonel Dayrell Reed Oakley-Hill (28 mai 1898 - 1985, commandeur de l’ordre de Skanderberg, Albanie) est nommé sous-lieutenant de l’Armée indienne à la sortie de l’Académie militaire royale de Sandhurst le 27 octobre 1916.
Officier de Gurkhas, il sert en Mésopotamie (Irak) de 1917 à 1921 puis retourne en Inde. Il rentre en Angleterre en 1922.
Il est conseiller militaire du roi Zog 1er d’Albanie de 1929 à 1939, sous le commandement du général de division Jocelyn Percy (1871-1952), inspecteur général de la gendarmerie albanaise de 1936 à 1939.
Au début de la guerre 1939-45, réserviste, il est officier de sécurité à Malte avant d’être nommé responsable du bureau SOE en Albanie, dans la capitale yougoslave, Belgrade.
Il assure des missions de transport d’armes et d’explosifs entre la Yougoslavie et l’Albanie, au profit de la résistance albanaise du Nord (mouvements des frères Kryeziu et d’Abaz Kupi). Arrêté par les Allemands en 1941, il est prisonnier en Allemagne pendant deux ans et demi.
Libéré pour raisons médicales à l’automne 1943 il est de retour à Londres en 1944, à la tête de la branche Opérations pour l’Albanie au quartier général du SOE.
Du 15 mars 1945 au 6 mai 1946, il est le chef de la mission de l'UNRRA (United Nations Relief and Rehabilitation Administration) à Tirana, où il organise l’aide alimentaire à la population albanaise.
De 1951 à 1955, il est 3e secrétaire à l’ambassade de Grande-Bretagne à Athènes, Grèce ; en fait il travaille pour le MI6.
Secrétaire de l’Association Angleterre-Albanie, il apporte son aide aux réfugiés albanais fuyant le régime communiste de Enver Hoxha.
Il est décédé en 1985, la même année que Enver Hoxha.
Cité dans La Grande Trahison de Nicholas Bethell et MI6 de Stephen Dorril.